# Firefly (empresa aérea)
A Firefly é uma empresa aérea com sede em Petaling Jaya, Selangor, Malásia, foi fundada em 2007 como subsidiária da Malaysia Airlines.

## Frota

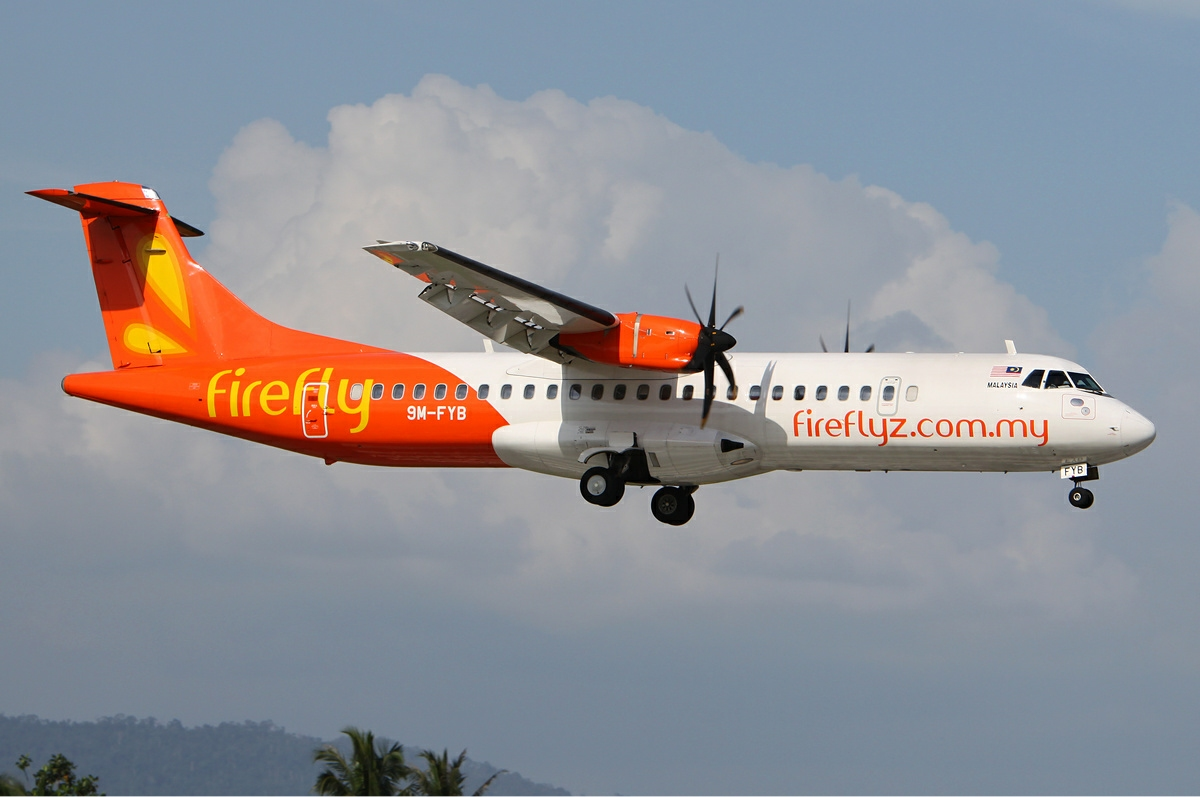
ATR-72 da Firefly.

Em março de 2018:
- ATR 72-500: 12
- ATR 72-600: 2